# Marek Węcowski
Marek Węcowski (ur. 25 września 1969 w Warszawie) – polski historyk, badacz dziejów antycznych, prof. dr hab. nauk humanistycznych, nauczyciel akademicki Uniwersytetu Warszawskiego.

## Życiorys
Absolwent XI LO w Warszawie. Laureat XIV Olimpiady Historycznej. Absolwent historii UW (1993) i École des hautes études en sciences sociales w  Paryżu (1995), doktorat tamże i na UW pod kierunkiem François Hartoga i Benedetta Bravo w 2000 (L’«Auxêsis d’Athènes». Hérodote, Thucydide et un aspect de l’idéologie athénienne du Vème siècle). Habilitacja na UW w 2012. Od 1993 pracuje w Zakładzie Historii Starożytnej Instytutu Historycznego Uniwersytetu Warszawskiego. Visiting scholar na Columbia University w Nowym Jorku 2001, maître de conférences invité w École des hautes études en sciences sociales 2004, junior fellow w Center for Hellenic Studies, Uniwersytet Harvarda 2006. Od 2013 jest zastępcą dyrektora Międzywydziałowych Indywidualnych Studiów Humanistycznych Uniwersytetu Warszawskiego. W 2014 stypendysta Fulbrighta – visiting fellow na Princeton University. Jego książka The Rise of the Greek Aristocratic Banquet została nominowana do nagrody im. Stevena Runcimana za rok 2015. W 2024 za esej historyczny Tu jest Grecja. Antyk na nasze czasy został nominowany do Nagrody Literackiej Nike a także wyrożniony Nagrodą im. Joachima Lelewela
Jego żoną jest dziennikarka Justyna Sobolewska, bratem historyk-mediewista Piotr Węcowski.

## Publikacje
- (przekład) Henri-Irénée Marrou, Zmierzch Rzymu czy późna starożytność? III-VI wiek, przeł. Marek Węcowski, Warszawa: "Volumen" – "Bellona" 1997.
- Starożytność klasyczna, Warszawa: Wydawnictwa Szkolne i Pedagogiczne 1999 (wyd. 2 – 2002).
- (redakcja) Euergesias charin. Studies presented to Benedetto Bravo and Ewa Wipszycka by their disciples, ed. by Tomasz Derda, Jakub Urbanik, Marek Węcowski, Warsaw: Sumptibus Auctorum – Fundacja im. Rafała Taubenschlaga 2002.
- (współautorzy: Benedetto Bravo, Ewa Wipszycka, Aleksander Wolicki), Historia starożytnych Greków, t. 2: Okres klasyczny, Warszawa: Wydawnictwa Uniwersytetu Warszawskiego 2009, s. 345-530.
- Sympozjon czyli Wspólne picie. Początki greckiej biesiady arystokratycznej (IX-VII wiek p.n.e.), Warszawa: Wydawnictwo Naukowe Sub Lupa 2011.
- The Rise of the Greek Aristocratic Banquet, Oxford: Oxford University Press 2014.
- Dylemat więźnia. Ostracyzm ateński i jego pierwotne cele, Toruń: Wydawnictwo UMK 2018.